# Colepia rufiventris
Colepia rufiventris là một loài ruồi trong họ Asilidae. Colepia rufiventris được Macquart miêu tả năm 1838.